# 宇佐美彰朗
宇佐美 彰朗（うさみ あきお、1943年5月31日 - ）は、日本のマラソン選手、指導者である。東海大学名誉教授。
新潟県西蒲原郡吉田町（現・燕市）出身。新潟県立巻高等学校から日本大学経済学部経済学科に進学して卒業。その後日本大学文理学部体育学科（学士入学）卒業。日本大学大学院文学研究科教育学専攻体育学コース修士課程修了、教育学修士。日本大学大学院文学研究科教育学専攻体育学コース博士課程単位取得満期退学。
1960年代後半 - 1970年代中盤にかけて活躍した、日本の男子マラソンの名選手のひとり。

## 来歴
実家は鮮魚店で、9人兄弟の6番目（三男）に生まれる。中学時代はバスケットボール、高校時代はテニスをしており、大学に入ってから本格的に陸上競技を始めたという異色の経歴の持ち主。高校1年の頃から校内ロードレースではトップで、陸上部からも勧誘があったが、テニスを続けた。大学2年生の1964年1月に箱根駅伝に初出場（4区、3位）。3月、中日マラソンで初マラソンを走る（円谷幸吉もこのレースが初マラソンだった）。1965年の箱根駅伝では9区で区間新記録を樹立している。
日本大学経済学部を1965年3月に卒業。1966年4月、日本大学文理学部体育学科に学士入学。体育学科の卒業論文は『ランニングフォームの研究』で、後輩を指導しながらその変化を見るというものだった。1968年に卒業後は大学院に進み、それ以降の現役時代は日本大学陸上部のOB会である「桜門陸友会」を所属チームとしていた。なお1968年4月の新聞記事では、経済学部卒業後にリッカーに入社したが、1968年3月をもって退社したと記されている。1968年メキシコシティーオリンピックの代表選考会だった1968年4月の毎日マラソン（後のびわ湖毎日マラソン）でマラソン初優勝を遂げ、オリンピック代表に選ばれる。オリンピック本番では9位。
1970年から1971年にかけてはマラソン選手としての全盛期で4連勝した。特に1970年の国際マラソン（現・福岡国際マラソン）では2時間10分37秒8の日本最高記録を樹立。1971年のプレ・オリンピックでも優勝。同年の国際マラソンは伏兵のフランク・ショーターに敗れたものの2位。1972年4月の毎日マラソンで優勝して1972年ミュンヘンオリンピックの代表に2大会連続で選ばれる。10000mのスピードもあり安定感のあるクレバーな走りでオリンピック優勝候補にもあげられた。しかし、本番では12位に終わる。
ミュンヘンオリンピック後、西ドイツのケルンにあるスポーツ大学に1年間留学。帰国後、1973年12月の国際マラソンでマラソン競技に復帰。このときは22位とふるわなかったが、翌年4月の毎日マラソンに優勝して第一線に返り咲いた。1976年モントリオールオリンピックの代表選考だった1976年4月の毎日マラソンにも優勝して3大会連続の代表となったが、7月のオリンピック本番は32位であった。宇佐美の述懐によると、前年のプレ・オリンピックでは30度を超える気温だったため酷暑対策に力を入れたが、本番は雨模様となり、肩すかしを食らったとのことである。
日本でオリンピックマラソン代表に3大会連続で選ばれて出場したのは、宇佐美彰朗と君原健二だけである（日本が不参加となったモスクワオリンピック代表を含めると宗茂、瀬古利彦も3大会連続）。また、3回の代表選考レースにすべて優勝して代表権を獲得したのは宇佐美だけ（モスクワオリンピックを含むと瀬古利彦も3大会連続）である。1977年に現役を引退。国内で最後のレースとなった京都マラソン（旧）は瀬古利彦のマラソンデビューでもあった。
現役引退後は指導者、また研究者の道に進む。現役時代から日本大学講師、東海大学助教授を務め、1992年には東海大学体育学部教授に就任。マラソン・長距離に関する著書を多数執筆している。指導者としては1977年に東海大学陸上部監督に就任した後、同部副部長、部長を歴任。2001年より同部顧問となった。2009年3月をもって東海大学を退職。東海大学名誉教授となる。退職後は宇佐美マラソン・スポーツ研究室を主宰、またNPO法人日本スポーツボランティア・アソシエーション代表を務め、全国各地でマラソン指導・講演活動を続けている。
2018年11月11日 出身地である新潟県燕市にて6人目となる「燕市PR大使」に就任。
姉は1968年4月18日に、宇佐美の大学での先輩で陸上部コーチも務めた内川義高と結婚し（内川は「宇佐美」に改姓）、内川とは義理の兄弟の関係となった。

## マラソン成績
- 自己最高記録…2時間10分37秒8（1970年12月）

| 年月    | 大会名                               | タイム      | 順位 | 備考                         |
| ------- | ------------------------------------ | ----------- | ---- | ---------------------------- |
| 1964.03 | 中日マラソン                         | 2：28：17   | 11位 |                              |
| 1964.04 | 関東学生マラソン                     | 2：30：17   | 7位  |                              |
| 1965.03 | 中日マラソン                         | 2：22：02   | 3位  |                              |
| 1965.06 | 関東学生マラソン                     | 2：36：51   | 2位  |                              |
| 1966.02 | 別府大分毎日マラソン                 | 2：16：35   | 11位 |                              |
| 1966.06 | 毎日マラソン                         | 2：30：59   | 3位  |                              |
| 1966.09 | 玉造松江毎日マラソン                 | 2：24：00   | 5位  |                              |
| 1966.11 | 国際マラソン                         | 2：17：16   | 10位 |                              |
| 1967.02 | 別府大分毎日マラソン                 | 2：14：50   | 3位  |                              |
| 1967.10 | プレ・オリンピック（メキシコシティ） | 2：24：30   | 3位  |                              |
| 1967.12 | 国際マラソン                         | 2：18：16   | 13位 |                              |
| 1968.02 | 別府大分毎日マラソン                 | 2：16：48   | 5位  |                              |
| 1968.04 | 毎日マラソン                         | 2：13：49   | 優勝 | メキシコシティ五輪代表選考会 |
| 1968.10 | メキシコシティオリンピック           | 2：28：06   | 9位  |                              |
| 1968.12 | 国際マラソン                         | 2：13：51   | 5位  |                              |
| 1969.02 | 別府大分毎日マラソン                 | 2：19：02   | 5位  |                              |
| 1969.05 | アントウェルペン                     | 2：11：27   | 2位  |                              |
| 1969.09 | ソウル国際マラソン                   | 2：20：18   | 優勝 |                              |
| 1969.12 | 国際マラソン                         | 2：18：33   | 14位 |                              |
| 1970.04 | 毎日マラソン                         | 2：19：17   | 5位  |                              |
| 1970.08 | マクソールマラソン                   | 2：13：45   | 優勝 |                              |
| 1970.12 | 国際マラソン                         | 2：10：37.8 | 優勝 | 日本最高記録、自己最高記録   |
| 1971.04 | アテネ国際マラソン                   | 2：19：25   | 優勝 |                              |
| 1971.09 | プレ・オリンピック（ミュンヘン）     | 2：15：52   | 優勝 |                              |
| 1971.12 | 国際マラソン                         | 2：13：22   | 2位  |                              |
| 1972.03 | 毎日マラソン                         | 2：20：24   | 優勝 | ミュンヘン五輪代表選考会     |
| 1972.09 | ミュンヘンオリンピック               | 2：18：58   | 12位 |                              |
| 1973.12 | 国際マラソン                         | 2：24：20   | 22位 |                              |
| 1974.04 | 毎日マラソン                         | 2：13：24   | 優勝 |                              |
| 1974.06 | ポリテクニック・ハリアーズ・マラソン | 2：15：16   | 優勝 |                              |
| 1974.12 | 福岡国際マラソン                     | 2：14：10   | 6位  |                              |
| 1975.04 | 毎日マラソン                         | 2：12：40   | 優勝 |                              |
| 1975.08 | プレ・オリンピック（モントリオール） | 2：27：04   | 4位  |                              |
| 1975.12 | 福岡国際マラソン                     | 2：18：54   | 25位 |                              |
| 1976.04 | 毎日マラソン                         | 2：15：22   | 優勝 | モントリオール五輪代表選考会 |
| 1976.07 | モントリオールオリンピック           | 2：22：29   | 32位 |                              |
| 1976.10 | ニューヨークシティマラソン           | 2：20：30   | 11位 |                              |
| 1976.12 | 福岡国際マラソン                     | 2：20：47   | 11位 |                              |
| 1977.02 | 京都マラソン                         | 2：19：54   | 4位  |                              |
| 1977.04 | ボストンマラソン                     | 2：25：28   | 30位 |                              |
| 1977.10 | ニューヨークシティマラソン           | 2：34：04.5 | 87位 |                              |

## 主な著書
- 『マラソンひとりぼっち』 1976年　講談社
- 『走れ!走れ!　正しいトレーニング法』 1976年　日本経済新聞社
- 『マラソンランナー』（朝日選書359）　1988年　朝日新聞社　ISBN 4-02-259459-4
- 『きみも走れる42.195km』（杉山照美との共著）　1994年　自由国民社　ISBN 4-426-73500-9
- 『女子マラソン　どうして強くなったのか』（ちくまプリマーブックス106）　1996年　筑摩書房　ISBN 4-480-04206-7
- 『からだに効くウォーキング 「宇佐美式」で変わるからだと歩き方』（からだ読本シリーズ） 2002年　山海堂  ISBN 4-381-10442-0